# Words & Music: John Mellencamp's Greatest Hits
Words & Music: John Mellencamp's Greatest Hits è un album discografico di raccolta del cantante statunitense John Mellencamp, pubblicato nel 2004. 

## Tracce
Tutte le tracce sono di John Mellencamp tranne dove indicato.
Disco 1
1. Walk Tall – 3:45 (inedito)
2. Pink Houses – 4:45
3. Lonely Ol' Night – 3:46
4. Jackie Brown – 4:03
5. Rain on the Scarecrow (Mellencamp, G.C. Green) – 3:46
6. Love and Happiness – 3:54
7. Check It Out – 4:21
8. Peaceful World – 4:06
9. Paper in Fire – 3:52
10. Your Life Is Now (Mellencamp, Green) – 3:59
11. Human Wheels (Mellencamp, Green) – 5:36
12. When Jesus Left Birmingham – 5:16
13. Authority Song – 3:50
14. What If I Came Knocking – 5:06
15. Crumblin' Down (Mellencamp, Green) – 3:36
16. Small Town – 3:42
17. R.O.C.K. in the U.S.A. – 2:55
18. Cherry Bomb – 4:49
19. Pop Singer – 2:46

Disco 2
1. Thank You' – 3:38 (inedito)
2. Martha Say – 3:43
3. Key West Intermezzo (I Saw You First) (Mellencamp, Green) – 4:54
4. Hand to Hold On to – 3:25
5. I Need a Lover – 5:36
6. Hurts So Good (Mellencamp, Green) – 3:41
7. Get a Leg Up – 3:47
8. Wild Night (Van Morrison) – 3:28
9. Dance Naked – 3:01
10. Teardrops Will Fall (David Allard, Marion Smith) – 4:20
11. Ain't Even Done with the Night – 4:38
12. Just Another Day – 3:31
13. Jack and Diane – 4:17
14. Rumbleseat – 2:59
15. I'm Not Running Anymore – 3:27
16. Again Tonight – 3:18
17. This Time – 4:20
18. Now More Than Ever – 3:43